# Рендова
Рендова (англ. Rendova) — вулканический остров в группе островов Нью-Джорджия в архипелаге Соломоновы острова. Административно входит в состав Западной провинции меланезийского государства Соломоновы Острова.

## География

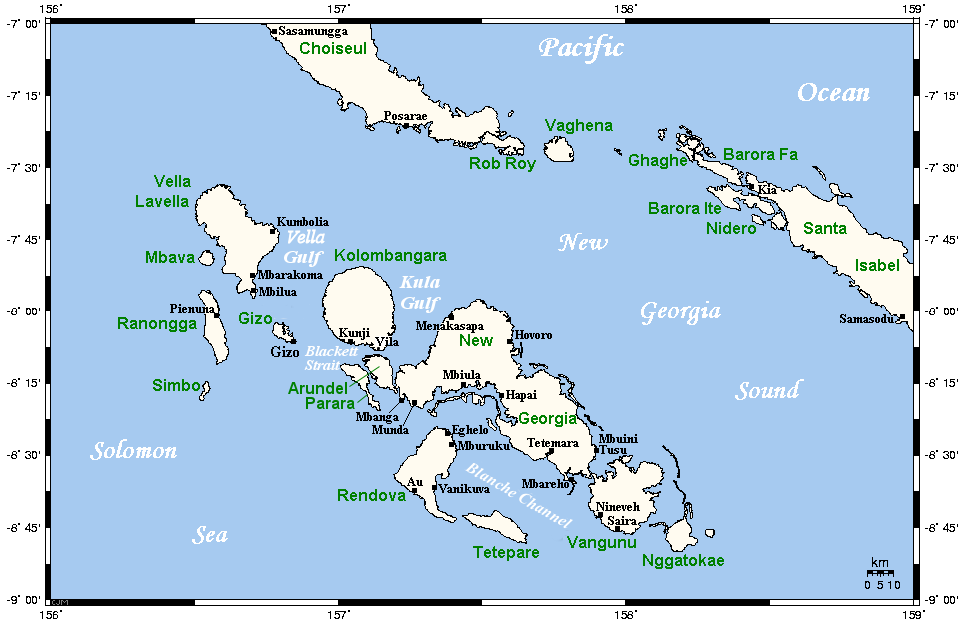
Карта островов Нью-Джорджия.

Остров Рендова расположен в южной части Тихого океана в островной группе Нью-Джорджия архипелага Соломоновы острова. К северу от острова расположен остров Нью-Джорджия, к востоку — остров Вангуну.
Рендова представляет собой вулканический остров, окружённый в некоторых местах коралловым рифом и напоминающий по форме прямоугольник. Длина острова составляет около 40 км. Высшая точка Рендова достигает 1060 м. К северу расположена лагуна Ровиана.
Климат на острове влажный, тропический. Рендова подвержен землетрясениям и циклонам.

## История
15 марта 1893 года над островом был установлен протекторат Британской империи и до 1971 года был частью Британских Западно-Тихоокеанских Территорий.
21 июня 1943 года союзники атаковали остров, чтобы сорвать снабжение японского гарнизона на острове Нью-Джорджия. Двухтысячный японский гарнизон острова Рендова был быстро разгромлен шеститысячным американским десантом.
С 1978 года остров Рендова является частью государства Соломоновы Острова.

## Население
В 1999 году численность населения Рендова составляла 3679 человек. Островитяне разговаривают на двух папуасских языках: тоуо (1874 носителей в 1999 году; распространён в южной части острова) и угеле (1202 носителя в 1999 году; распространён в северной части острова).